# Аппий Клавдий Пульхр (монетарий)
Аппий Клавдий Пульхр (лат. Appius Claudius Pulcher; умер после 2 года до н. э.) — римский государственный деятельиз патрицианского рода Клавдиев Пульхров, монетарий 8 года до н. э.
Есть предположение, что Аппий был сыном Публия Клавдия Пульхра, бывшего претором в неизвестном году. В 8 году до н. э. он занимал должность монетария. Во 2 году до н. э. Аппий был уличён в прелюбодеянии с Юлией, дочерью императора Октавиана Августа, и сослан.